# Blod och eld (film)
Blod och eld är en svensk dramafilm från 1945 i regi av Anders Henrikson. 

## Rollista i urval
- Anders Henrikson - Thomas Hell, adjutant i Frälsningsarméns tredje kår
- Sonja Wigert - Lilli, gatflicka
- George Fant - Herman Nilsson, boxare, sutenör
- Inge Wærn - Anna, löjtnant i Frälsningsarmén
- Karin Alexandersson - Maria, frälsningssoldat
- Douglas Håge - man på restaurang, kund till Lilli
- Carl-Gunnar Wingård - officer i Frälsningsarmén
- Birgitta Arman - Greta
- Henrik Schildt - Gurra
- Ninni Löfberg - Svea
- Gösta Ericsson - Nisse
- Håkan Jahnberg - läkaren